# Бетинг
Бетинг (фр. Betting, раније Betting-lès-Saint-Avold) насеље је и општина у североисточној Француској у региону Лорена, у департману Мозел која припада префектури Форбаш.
По подацима из 2011. године у општини је живело 864 становника, а густина насељености је износила 194,16 становника/km². Општина се простире на површини од 4,45 km². Налази се на средњој надморској висини од 280 метара (максималној 360 m, а минималној 204 m).

## Демографија
| 1962. | 1968. | 1975. | 1982. | 1990. | 1999. | 2011. |
| ----- | ----- | ----- | ----- | ----- | ----- | ----- |
| 687   | 729   | 791   | 758   | 808   | 902   | 864   |

График промене броја становника у току последњих година